# Burgenland Straße
Die Burgenland Straße B 50 ist eine Landesstraße B und ehemalige Bundesstraße in Österreich mit einer Länge von 167 km. Sie führt in Nord-Süd-Richtung durch das Burgenland. Die nördliche Weiterführung in Niederösterreich bis zur Pressburger Straße B 9 wird als Wolfsthaler Straße B 50a bezeichnet, das südliche Ende befindet sich bereits in der Steiermark.
Die Burgenland Straße führt von der Landesgrenze Niederösterreich/Burgenland bei Berg/Kittsee über Neusiedl am See, Eisenstadt, Mattersburg, Oberpullendorf und Oberwart nach Hartberg, wo sie an der Kreuzung mit der Wechsel Straße B 54 endet. Zwischen Eisenstadt und Oberpullendorf führt die Burgenland Straße parallel zur Burgenland Schnellstraße S 31, welche die B 50 als Hauptverkehrsader ablöste.

## Geschichte
Die Entstehungsgeschichte der Burgenland Straße ist eng mit der Geschichte des Burgenlandes verknüpft.

### Ursprünge
Da das Burgenland bis 1921 zu Ungarn gehörte, waren sämtliche Straßen auf die vier Komitatshauptstädte Ödenburg (Sopron), Preßburg (Bratislava), Steinamanger (Szombathely) und Wieselburg (Mosonmagyaróvár) ausgerichtet. 1854 gab es auf der Strecke der heutigen Straße folgende ungarische Landesstraßen:
- Lockenhaus – Bernstein
- Oberwart – Tatzmannsdorf

1926 wurde das burgenländische Straßennetz neu geordnet und an die veränderten Staatsgrenzen angepasst. Auf der heutigen Strecke gab es seit dem 1. Juli 1926 folgende Landesstraßen:
- Die Pullendorfer Straße von Weppersdorf nach Unterpullendorf, wo sie in die Günser Straße mündete
- Die Oberwart-Hartberger Straße von Oberwart bis zur Landesgrenze bei Hartberg

Die fehlenden Streckenabschnitte zwischen Wulkaprodersdorf und Horitschon sowie zwischen Mannersdorf und Oberwart wurden ab 1926 mit einem geplanten Gesamtaufwand in Höhe von 3,25 Mio. Schilling ausgebaut. Das Land übernahm 35 % der Gesamtkosten, der Bund zahlte die restlichen 65 % und übernahm nach der Fertigstellung auch die Instandhaltung dieser Straßen.

### Frühere Strecken und Bezeichnungen
Die Eisenstädter-Preßburger Straße wurde 1923 in das österreichische Bundesstraßennetz aufgenommen.
Zehn Jahre später ergänzte die Verordnung der Bundesregierung vom 9. Juni 1933 das Bundesstraßennetz im Burgenland durch zusätzliche Nord-Süd-Strecken:
- Die 44 km lange Mattersburger Straße zwischen Wulkaprodersdorf und Horitschon, wo sie in die Günser Straße mündete
- Die 42 km lange Tatzmannsdorfer Straße zwischen Mannersdorf und Oberwart, wo sie in die Steinamangerer Straße mündete
- Die 41 km lange Güssinger Straße zwischen Großpetersdorf und Heiligenkreuz

Bis 1938 wurde die Eisenstadt-Preßburger Straße als B 8 und die südlich anschließende Strecke als B 17 bezeichnet. Nach dem Anschluss Österreichs wurde diese Straße im Zuge der Vereinheitlichung des Straßensystems am 1. April 1940 auf mehrere Landstraßen I. Ordnung aufgeteilt:
- Die L.I.O. 60 führte von Wiener Neustadt über Weppersdorf und Oberpullendorf nach Lutzmannsburg
- Die L.I.O. 68 führte von Weppersdorf nach Zemendorf
- Die L.I.O. 70 führte von Pöttsching über Eisenstadt nach Engerau

Am 23. März 1942 wurden die Straße von Engerau über Eisenstadt, Mattersburg und Oberpullendorf nach Güns durch einen Erlass des Generalinspekteurs für das Deutsche Straßenwesen zur Reichsstraße erklärt und als Reichsstraße 405 bezeichnet.
Ab dem 1. April 1948 wird die gesamte Strecke als Eisenstädter Straße bezeichnet und gehörte wieder zum Netz der Bundesstraßen in Österreich.
Ab dem 1. Jänner 1973 gehörte auch der steirische Streckenabschnitt zwischen Oberwart und Hartberg zum Netz der Bundesstraßen in Österreich. Der südliche Streckenabschnitt der Eisenstädter Straße zwischen Oberwart und Fehring wird seither als Güssinger Straße B 57 bezeichnet.
2002 erfolge mit dem Bundesstraßen-Übertragungsgesetz die Umwandlung zur Landesstraße.

### Ausbau
Im Dezember 2014 wurde die Umfahrung von Schützen am Gebirge fertiggestellt. Dem Bau, der bereits 2001 geplant wurde, gingen zahlreiche Diskussionen von Befürwortern und Gegnern voraus.